# کمیته هجده‌نفره خلع سلاح
کمیته هجده نفره خلع سلاح در ۱۹۶۱ (میلادی) از سوی سازمان ملل متحد پدید آمد. کمیته هجده نفره خلع سلاح بر خلع سلاح، کنش‌های اعتمادساز، و کنترل آزمایش جنگ‌افزار هسته‌ای می‌کرد.

## تاریخچه
مجمع عمومی سازمان ملل متحد تصمیم قدرت‌های بزرگ برای پیدایش کمیته هجده نفره خلع سلاح را با تصویب قطع‌نامه ۱۷۲۲ در ۱۲ دسامبر ۱۹۶۱ پذیرفت. کمیته هجده نفره خلع سلاح کار خود را در ۱۴ مارس ۱۹۶۲ (میلادی) در ژنو سوئیس آغاز کرد. مدت کوتاهی پس از آغاز به کار کمیته هجده نفره خلع سلاح، اتحاد جماهیر شوروی سوسیالیستی، پیش‌نویس قطع‌نامه‌ای را برای بررسی به کمیته هجده نفره خلع سلاح سپرد. این پیش‌نویس به خلع سلاح همه‌سویه با کنترل جهانی سفت و سخت در ۱۵ مارس ۱۹۶۲ توسط کمیته هجده نفره خلع سلاح پذیرفته شد. این قطع‌نامه، برنامه‌ای ۱۸ ماده‌ای در ۳ گام بود که خلع سلاح هسته‌ای و پیدایش سازمان خلع سلاح ویژه‌ای زیر نظر سازمان ملل را در بر می‌گرفت. ایالات متحده آمریکا به سرعت با ازائه پیشنهادی در ۱۸ آوریل ۱۹۶۲ مخالفت کرد.
نشست‌های کمیته هجده نفره خلع سلاح به شکل منظم تا ۲۶ اوت ۱۹۶۹ (میلادی) ادامه داشت. در آن روز، کمیته هجده نفره خلع سلاح با تغییر در اساس‌نامه خود به همایش کمیته خلع سلاح تغییر کرد. این نشست، ۴۳۱امین نشست کمیته هجده نفره خلع سلاح بود.

## اعضا
اعضای کمیته هجده نفره خلع سلاح، شامل اعضای کمیته ده نفره خلع سلاح و هشت کشور دیگر می‌شد. کمیته هجده نفره خلع سلاح در اصل از ۱۷ کشور تشکیل شده بود. زیرا فرانسه، عضو رسمی این کمیته نبود. اگرچه، نقش مشاور غیررسمی دیگر کشورهای غربی را داشت. بااینکه فرانسه عضو پیشین کمیته هجده نفره خلع سلاح بود اما در گفتگوها یا نشست‌های همایش کمیته خلع سلاح شرکت نمی‌کرد.
اعضای کمیته ده نفره خلع سلاح از بلوک غرب: کانادا، فرانسه، بریتانیا، ایتالیا، آمریکا و از بلوک شرق: بلغارستان، چکسلواکی، لهستان، رومانی، و شوروی بودند.
با پیوستن هشت کشور به کمیته ده نفره خلع سلاح، کمیته هجده نفره خلع سلاح پدید آمد. این کشورها برزیل، برمه (میانمار)، اتیوپی، هند، مکزیک، نیجریه، سوئد، و جمهوری متحد عربی بودند.

## دستاوردها و میراث
کمیته هجده نفره خلع سلاح یکی از چندین سازمانی بود که در پی از کنار هم آمدن با یکدیگر «همایش خلع سلاح» را پدیدآوردند. در ۱۹۶۹ کمیته هجده نفره خلع سلاح به پیدایش همایش کمیته خلع سلاح انجامید. پس از آن در ۱۹۷۹ (میلادی) همایش خلع سلاح پدید آمد.
پس از بحران موشکی کوبا در ۱۹۶۲ رهبران آمریکا و شوروی متوجه شدند که ارتباط آنها با یکدیگر با تأخیر زیادی برقرار می‌شود. پس از بحران، کمیته هجده نفره خلع سلاح، برنامه کاری را با نام «کارهایی برای کاهش ریسک جنگ تصادفی، اشتباه محاسباتی، یا شکست در گفتگوها» منتشر کرد. در این برنامه، آمریکا پیشنهاد برقراری خط ارتباطی مستقیم بین واشینگتن، دی.سی. و مسکو را داد. اگرچه شوروی، پیشتر برقراری چنین خطی را بیرون از چارچوب توافق خلع سلاح بزرگ‌تری رد کرده بود اما در آوریل ۱۹۶۳ (میلادی) هر دو سو موافقت خود را اعلام کردند. این توافق با نام «توافق خط مستقیم» (خط مستقیم واشینگتن-مسکو) در ۲۰ ژوئن ۱۹۶۳ امضا شد. اگرچه کمیته هجده نفره خلع سلاح، توافق خط مستقیم را تصویب کرد، اما گفتگوهای پیاده‌سازی آن فراتر از چارچوب محدودیت‌های تصویب‌شده کمیته هجده نفره خلع سلاح رفت.